# Jerry Ekandjo
Jerry Ekandjo (* 17. März 1947 in Windhoek, Südwestafrika) ist ein namibischer Politiker der SWAPO und war von 2012 bis 2018 Minister im Ministerium für Jugend, Nationaldienste und Sport (bis 2015 inklusive Kultur).

## Politische Karriere
Ekandjo war ein Mitglied der SWAPO-Jugendliga zwischen 1969 und 1973 und Vorsitzender dieser in Windhoek. Nach seiner Verhaftung im August 1973 wurde er drei Monate später wegen Anstiftung zur Gewalt zu acht Jahren Haft verurteilt. Diese Strafe verbüßte er auf Robben Island in Südafrika. Nach seiner Freilassung 1981 arbeitete er zwischen 1982 und 1987 als Lehrer. Kurz vor der Unabhängigkeit Namibias war Ekandjo Mitglied der Verfassunggebenden Versammlung Namibias.
Nach der Unabhängigkeit 1990 wurde Ekandjo Mitglied der namibischen Nationalversammlung, dem parlamentarischen Unterhaus. Bis 1995 nahm er das Amt des Vizeministers für Ministerium für Regionale und Lokale Verwaltung, Wohnbau und Ländliche Entwicklung ein, ehe Ekandjo kurz als Vizeminister im Innenministerium zwischen März und September 1995 arbeitete. Er wurde dann zum Innenminister Namibias. 2005 wechselte er ins Amt des Ministers im Ministerium für Ländereien und Umsiedlung.
2002 und 2007 erhielt Ekandjo die meisten Stimmen bei der Wahl ins SWAPO-Zentralkomitee. Bei der Wahl zum Parteivize 2007 wurde er nicht berücksichtigt, möglicherweise weil er als Hardliner gilt.
2008 wurde Ekandjo zum SWAPO-Sekretär für Öffentlichkeitsarbeit gewählt, obwohl er als sehr medienkritisch gilt. Im gleichen Jahr wechselte er im Kabinett Pohamba I als Minister in das Ministerium für Regionale und Lokale Verwaltung, Wohnbau und Ländliche Entwicklung.
2012 stand Ekandjo zur Wahl für das Amt des SWAPO-Vizepräsidenten. Er wurde am 2. Dezember 2012 von Hage Geingob besiegt, landete aber deutlich vor Pendukeni Iivula-Ithana. Nur zwei Tage später wurde Ekandjo als Minister in das Ministerium für Jugend, Nationaldienste und Sport versetzt.
Im Vorfeld der Parlamentswahl 2014 landete Ekandjo nur auf dem 81. Listenplatz und wurde nicht als Abgeordneter direkt in die Nationalversammlung gewählt. Er erhielt nach der Wahl jedoch einen der Plätze vom neuen Staatspräsidenten Hage Geingob, dem die Zuteilung acht weiterer Parlamentssitze ohne Abstimmungsrecht laut Verfassung zusteht.

## Kontroversen
2000 sprach sich Ekandjo im Amt des Innenministers deutlich für ein Gesetz zur Ausmerzung von Homosexualität aus. Dies führte zu einer kontroversen Diskussion in Namibia. Die Oppositionsparteien DTA of Namibia und United Democratic Front leiteten ein Misstrauensvotum ein, was aber Dank aller Stimmen der Regierungspartei keine Mehrheit fand.
Am 9. Februar 2001 wurde Ekandjo wegen Missachtung des Gerichts verurteilt, nachdem er einer gerichtlichen Anweisung zur Freilassung des UNITA-Kämpfers Jose Domingo Sikunda nicht nachkam.
Im November 2021 sorgte Ekandjo für Kritik, nachdem er eine Legalisierung u. a. der Homosexualität in Namibia strikt ablehnte. „So etwas gehöre nicht in das Land und habe keinen Platz in der Gesellschaft.“